# Bénédict Beaugé
Bénédict Beaugé, né à Paris le 22 avril 1948, est un écrivain gastronomique français.
Après des études d'architecture à Zurich et Paris, il se consacre aux décors de cinéma. À partir de 1990, il collabore à différents journaux et magazines pour les rubriques cuisine et gastronomie. Il organise des manifestations et des séminaires sur l'écriture gastronomique, le restaurant ou l'histoire de la gastronomie. Il crée en 1997 l'un des premiers sites français sur ces sujets : miam-miam.com devenu cuit-cuit.fr en 2010.

## Publications
- Champagne, images et imaginaire, Paris, Hazan, 1998.
- Aventures de la cuisine française, Paris, Éditions du Nil, 1999.
- Le gourmand des quatre saisons, Nil éditions, 1999.
- « L’Esprit d’une maison », in Menus papiers des Troisgros, Roanne, FFCB, 2000
- La cuisine acidulée de Michel Troisgros, en collaboration avec Michel Troisgros, Le Cherche Midi, 2002
- « Parler la cuisine », in (coll.) Pierre Gagnaire / Sucré-Salé, La Martinière, 2003
- Caramel & beurre salé, (avec Henri Le Roux) , Le Cherche-Midi, 2003
- Rosbifs ! / L’histoire des relations franco-anglaises au travers de la viande de bœuf, Textuel, 2006
- Les cuisines de la critique gastronomique, en collaboration avec Sébastien Demorand, Éditions du Seuil / Médiathèques 2009
- Michel Troisgros et l’Italie, en collaboration avec Michel Troisgros, Glénat, 2009
- La colline du colombier, en collaboration avec Michel Troisgros, Rouergue, 2012
- Plats du jour, sur l'idée de nouveauté en cuisine, Paris, Métailié, 2013.
- L’acide, éditions Argol, 2014

http://www.cuit-cuit.fr/benedict-beauge/bibliographie/Fichier:Portal+Food+and+gastronomy+icon.svg+Alimentation+et+gastronomie+++++++++++++++++++++